# Decreto ministeriale
Un decreto ministeriale (d.m.), nell'ordinamento giuridico italiano, è un atto amministrativo emanato da un ministro nell'esercizio della sua funzione e nell'ambito delle materie di competenza del suo dicastero.  
Si parla di decreto interministeriale quando richiede per legge la competenza di diversi dicasteri e deve quindi essere adottato di concerto tra gli stessi; e di decreto del Presidente del Consiglio dei ministri (d.P.C.m.o DPCM) quando questo tipo di atto è emanato dal Presidente del Consiglio dei ministri.

## Tipologie
Attraverso la forma del decreto ministeriale possono essere poste tanto norme generali e astratte, quanto disposizioni particolari: nel primo caso un decreto ministeriale riveste natura di regolamento e costituisce quindi una fonte del diritto autonoma e secondaria; nel secondo caso esso costituisce un mero atto amministrativo.

### I decreti-regolamento
Il potere regolamentare attribuito al Governo, in quanto organo collegiale, e ai singoli Ministri è disciplinato in via generale dall'art. 17 della legge 23 agosto 1988, n. 400. In quanto fonte secondaria, in base al sistema gerarchico delle fonti del diritto disciplinato dalla Costituzione, esso non può però essere esercitato in concreto senza una norma di legge ordinaria che lo autorizzi. Per lo stesso motivo, i regolamenti non possono nemmeno derogare, quanto al contenuto, alla Costituzione e agli atti aventi forza di legge sovraordinati, né possono avere ad oggetto incriminazioni penali, stante la riserva assoluta di legge che vige in detta materia (art. 25 della Costituzione).
Con specifico riferimento alla potestà regolamentare dei singoli ministeri, in base all'art. 17, commi 3 e 4 della legge n. 400/1988, con decreto ministeriale possono essere adottati regolamenti nelle materie di competenza del ministro o di autorità sottordinate al ministro, quando la legge espressamente conferisca tale potere. Tali regolamenti, per materie di competenza di più ministri, possono essere adottati con decreti interministeriali, ferma restando la necessità di apposita autorizzazione da parte della legge. I regolamenti ministeriali ed interministeriali non possono dettare norme contrarie a quelle dei regolamenti emanati dal Governo in quanto organo collegiale e devono essere comunicati al Presidente del Consiglio dei ministri prima della loro emanazione. Anche i regolamenti ministeriali ed interministeriali, come quelli governativi, sono adottati previo parere del Consiglio di Stato, sottoposti al visto ed alla registrazione della Corte dei conti e pubblicati nella Gazzetta Ufficiale.
Qualora l'organo emanante sia lo stesso Presidente del Consiglio dei ministri, nell'ambito delle funzioni di coordinamento e indirizzo politico-amministrativo ed esso attribuite, il regolamento viene emanato nella forma di decreto del Presidente del Consiglio dei ministri (d.P.C.m.).
Un decreto-regolamento come detto è sempre prescritto da una specifica norma di legge, che dopo aver delineato i principi fondamentali di una data materia (ad esempio, la classificazione delle strade), ne affida l'esatta definizione tecnica e l'attuazione al ministro competente, che la effettua con proprio decreto. Sotto questo aspetto, il decreto ministeriale regolamentare non va però confuso con il decreto legislativo, che è invece un atto avente forza di legge emanato dal Governo nel suo insieme a seguito di una legge di delega parlamentare.
Materie oggetto di regolamentazione ministeriale possono essere, ad esempio, la predisposizione di un regolamento sanitario, modifiche e integrazioni di dettaglio in materia di economia e finanza pubbliche, la classificazione di determinati beni o prodotti, l'organizzazione e le procedure amministrative, e così via.

### I decreti-atto amministrativi
Il decreto ministeriale può anche contenere solo disposizioni particolari e discrezionali, come nel caso delle nomine di dirigenti ministeriali o di enti pubblici sottoposti all'autorità ministeriale, ma in tal caso esso non costituisce una fonte del diritto, bensì un mero atto amministrativo, in particolare un atto di alta amministrazione.

## Il D.P.C.M.
L'espansione dell'utilizzo del decreto del Presidente del Consiglio dei ministri ha avuto luogo come conseguenza della dismissione dal Quirinale di alcuni decreti-atto amministrativi, tradizionalmente emanati dal Capo dello Stato (con decreto reale prima, con decreto del Presidente della Repubblica poi). Essa avvenne a seguito della determinazione degli atti amministrativi tassativamente da adottarsi nella forma del Decreto del presidente della Repubblica, di cui all'articolo 1 della legge 12 gennaio 1991, n. 13 e successive modifiche: 
2. Gli atti amministrativi di cui al comma 1, ove proposti da più Ministri sono emanati nella forma del decreto del Presidente del Consiglio dei Ministri»
(articolo 2 della legge 12 gennaio 1991, n. 13)